# Beat It
Beat It är en singel från Michael Jacksons album Thriller (1982) och en av hans populäraste låtar. Beat it släpptes som singel den 14 februari 1983. Eddie Van Halen från gruppen Van Halen gjorde gitarrsolot i låten, men det var Steve Lukather (Toto) som spelade resten av gitarrerna.

## Historia
Låten är inspirerad av Jacksons uppväxt i Gary, Indiana och hans minnen av gängen i området.
Med låten ville Michael Jackson och producenten Quincy Jones nå en så bred publik som möjligt genom att kombinera musikelement från RnB, pop och rock samtidigt. För att närma sig ett rock-sound anlitades Toto-medlemmarna Jeff Porcaro (trummor) och Steve Lukather på gitarr. Senare kopplades Eddie van Halen in för att göra ett gitarrsolo.

## Musikvideon
Musikvideon till Beat It följer texten som berättar om det hårda livet på gatan. I videon syns ungefär 80 faktiska gängmedlemmar från olika rivaliserande grupper. Koreografin och dansen i videon blev populär bland Jacksons fan och har återskapats i många olika sammanhang sedan låten släpptes.

## Utmärkelser
Med Beat it vann Jackson 1984 både en grammy för "Record of the Year" och "Best Male Rock Vocal Performance".